# George W. Romney
George Wilcken Romney (08 tháng 7 năm 1907 - 26 tháng 7 năm 1995) là một người kinh doanh Mỹ và là một chính trị gia thuộc Đảng Cộng Hòa.Ông từng là Thống đốc Michigan từ 1963-1969, và Bộ trưởng Gia cư và Phát triển Đô thị Hoa Kỳ từ 1969-1973. Ông là cha của cựu Thống đốc Massachusetts và ứng cử viên đảng cộng hòa Mitt Romney và là chồng của cựu ứng cử viên Thượng viện Michigan Lenore Romney.

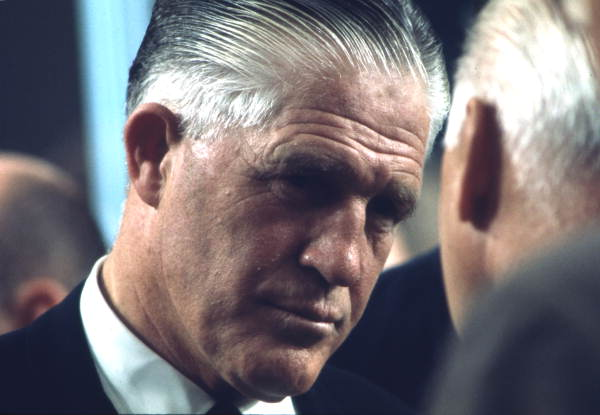
George W. Romney tại Hội nghị Quốc gia đảng Cộng hòa năm 1968